# Tot ens separa
Tot ens separa (títol original en francès, Tout nous sépare) és una pel·lícula de thriller francesa de 2017 coescrita i dirigida per Thierry Klifa. S'ha doblat al català.
L'11 d'octubre de 2017 va tenir lloc la preestrena del film a Dijon i el 8 de novembre del mateix any es va estrenar als cinemes de França.

## Sinopsi
La Julia, una jove de bona família, té una relació tòxica amb el Rodolphe, un noi de classe baixa que li proporciona droga i sexe a canvi de diners. La Julia recorre a la droga i a l'alcohol per superar les seqüeles físiques i psíquiques d'un accident. El Rodolphe se n'aprofita per treure'n diners i pagar un deute que ell i els seus amics tenen amb un traficant. Un dia, enmig d'una discussió, el Rodolphe es posa molt violent amb la Julia i ella, sota l'efecte de la droga, li dona un cop molt fort al cap i el mata. La seva mare l'ajuda a eliminar les proves que la poden incriminar. Però un amic del Rodolphe que coneixia la relació que ell tenia amb la Julia, dedueix que l'ha mort ella i els fa xantatge a ella i a la seva mare.